# Fra toget forbi Himmelbjerget
|  | Denne artikel er oprettet af botten Steenthbot ud fra en ekstern database. Den kan derfor have sproglige fejl eller mangler. Denne skabelon kan fjernes efter kontrol af indholdet. |

Fra toget forbi Himmelbjerget er en dansk dokumentarisk optagelse fra 1931.

## Handling
Himmelbjerget filmet ud af togvindue med Julsø i forgrunden. Optaget 17. maj 1931.